# Mit anderen Augen
Mit anderen Augen ist das Debütalbum der Rapperin Lia 74. Es erschien im April 2008.

## Entstehungsgeschichte
Lia 74 hatte 2003 mit ihrer Karriere angefangen und noch im selben Jahr die EP Punchlinehagel veröffentlicht. Ein Jahr später folgte das Mixtape Auf dem Weg nach oben mit dem Rapper Kiddo. 2006 und 2007 entstanden die Aufnahmen für ihr Debütalbum Mit anderen Augen, das im Frühjahr 2008 erschien. Dabei arbeitete sie mit unterschiedlichen Produzenten zusammen.

## Gestaltung
Auf dem Cover ist in der linken Hälfte der Oberkörper der Künstlerin – damals noch mit schwarzen Haaren – zu sehen, die ein schwarzes Oberteil trägt und mit einem nachdenklichen Gesichtsausdruck abgebildet ist. Im Hintergrund sind in den Farben Schwarz, Blassgrün und Weiß Graffito zu erkennen. Rechts oben ist in Form eines Wappens der Name der Rapperin; ganz schwach ist zudem eine Straße abgebildet. Unten steht in schwarzen Großbuchstaben der Albumtitel. Das relativ schlicht gehaltene Booklet ist in den Farben Schwarz und Weiß gehalten und enthält ein weiteres Foto von Lia 74.

## Stil
Gastbeiträge stammen von Sucuk Ufuk, Sprachtot, Lean, Suffix-Jay, Tua, A-One und Bobidze. Annähernd die Hälfte der Stücke (Superstars, Glas hoch, Dowm mit uns, Scheinbar nicht und Ein Mic) sind stilistisch dem Battle-Rap zuzuordnen. In Superstars, das mit einem orientalischen Beat unterlegt ist, feiern sich Lia und Gastrapper Sucuk Ufuc – entsprechend dem Titel – als „Superstars“. Glas hoch beschreibt eine Party in einem Club, ebenso wird der Konsum von Alkohol zelebriert. Bei Down mit uns sind im Hintergrund immer wieder Schussgeräusche zu hören. Im Text betont die Rapperin zusammen mit Suffix-Jay ihre Bereitschaft, „über Leichen zu gehen“. Auf Scheinbar nicht rappt A-One auf Russisch.
Auf meine Art setzt sich mit Enttäuschungen auseinander, ebenso das Folgestück Zukunft, in dem Lia 74 zusätzlich über ihre Zukunft spekuliert. Ich will wissen, Ohne dich, Warum und Letzter Atemzug behandeln das Thema Liebe. Dieser Weg, in dem ebenfalls Enttäuschungen thematisiert werden, setzt sich mit sozialer Ungleichheit auseinander und der eigenen Befindlichkeit der Rapperin, jedoch betont sie, dass sie sich selber nicht aufgebe.

## Rezeption
Das Album erhielt überwiegend positive Kritiken. rap4fame.de zeichnete es mit 3,5 von insgesamt fünf Kronen aus. Das Fazit fällt wie folgt aus: Knapp 45 Minuten Spielzeit sind vorbei und ich bin beeindruckt. Bis zu diesem Release hatte ich "Frauenrap" nicht wirklich auf dem Zettel, geschweige denn hätte ich welchen gehört. Seitdem ich Lia auf unserem "Lichtblicke"-Sampler hören durfte, bin ich von ihr angetan. Die Frau hat etwas, das mich mitreißt und mich beeindruckt. Sei es ihre markante Stimme, ihre aggressive Art (nein, ich bin nicht masochistisch veranlagt) oder ihre durchweg guten Lines und Flow. Die Dame weiß, was sie tut und zeigt dies auf dieser LP.
hiphopjudge.com bewertete das Album ebenfalls gut. Die Rapperin wirke „sehr glaubhaft und authentisch“. Das Album sei „ein gutes Debüt“ und die Künstlerin habe „eindeutig ihr Talent bewiesen“.